# Tânia Cançado
Tânia Mara Lopes Cançado (Belo Horizonte, 4 de abril de 1949 — Belo Horizonte, 7 de maio de 2016) foi uma professora, pesquisadora e pianista brasileira. Formada em música pela UFMG, em 1972.
Idealizadora de dois Projetos de Extensão na Escola de Música da UFMG-  Centro de Musicalização Infantil (CMI) e Projeto Cariúnas.. Autora do livro Pelos Tangos de Nazareth. Pianista renomada e premiada em vários concursos nacionais.
"...faz parte da nossa realidade a carência de oportunidades educacionais,
onde o direito à cultura não está assegurado para todos. 
Aí se encontram nossos jovens, carentes de sonho, 
sedentos de conhecimento, ricos em talento, 
aguardando terra fértil... um semeador ... adubo e irrigação...
O PROJETO CARIÚNAS nasceu para fazer parte desse cultivo... 
A colheita de hoje já demonstra o quanto é possível transformar 
nossas crianças e adolescentes através da música e da dança. 
Cariúnas é vida ... é amor ... é cidadania."

## Discografia
- Conexão
- Especial Tânia Cançado
- Tributo a Ernesto Nazareth